# Feldhockey-Bundesliga 2010/11 (Damen)
Die Feldsaison 2010/11 begann am 10. September 2010. Die Doppelendrunde der Damen und Herren wurde in Berlin ausgerichtet.
Legende:

| (M) | Deutscher Meister                |
| (N) | Aufsteiger aus der 2. Bundesliga |
|     | Qualifikation für die Endrunde   |
|     | Absteiger in die 2. Bundesliga   |

## Vorrunde
| Platz | Club                        | Spiele | Tore  | Punkte |
| ----- | --------------------------- | ------ | ----- | ------ |
| 1.    | Münchner SC (N)             | 11     | 17:8  | 27     |
| 2.    | UHC Hamburg                 | 11     | 24:8  | 26     |
| 3.    | Klipper THC                 | 11     | 21:11 | 19     |
| 4.    | Rot-Weiss Köln              | 11     | 20:11 | 19     |
| 5.    | Mannheimer HC (N)           | 11     | 24:18 | 15     |
| 6.    | Berliner HC (M)             | 11     | 18:12 | 15     |
| 7.    | Club an der Alster          | 11     | 20:17 | 15     |
| 8.    | Rüsselsheimer Ruder-Klub 08 | 11     | 18:19 | 15     |
| 9.    | Schwarz-Weiß Neuss (N)      | 11     | 25:24 | 14     |
| 10.   | TuS Lichterfelde            | 11     | 13:29 | 9      |
| 11.   | Harvestehuder THC           | 11     | 9:27  | 6      |
| 12.   | Düsseldorfer HC             | 11     | 10:35 | 4      |

## Entscheidungsrunden

### Abstiegsrunde
| Platz | Club               | Spiele | Tore  | Punkte |
| ----- | ------------------ | ------ | ----- | ------ |
| 1.    | Schwarz-Weiß Neuss | 6      | 22:10 | 16     |
| 2.    | Düsseldorfer HC    | 6      | 17:14 | 10     |
| 3.    | TuS Lichterfelde   | 6      | 14:15 | 8      |
| 4.    | Harvestehuder THC  | 6      | 4:18  | 0      |

Die Plätze der Absteiger Lichterfelde und Harvestehude nehmen in der Saison 2011/2012 die Gruppensieger der 2. Bundesliga ETuF Essen und TSV Mannheim ein.

### Viertelfinale
Das Viertelfinale der acht bestplatzierten Clubs nach der Vorrunde wurde im Modus Best of three ausgetragen. Dabei hatte zunächst die in der Vorrunde schlechter positionierte Mannschaft Heimrecht, die besserplatzierte in Spiel 2 und falls notwendig auch in Spiel 3. Der Tabellenführer nach der Vorrunde spielte gegen den Tabellenachten, der Zweite gegen den Siebten usw.
- Rüsselsheimer RK – Münchner SC 0:3 (0:2)
- Münchner SC – Rüsselsheimer RK 2:3 n. 7m (1:1, 1:0)
- Münchner SC – Rüsselsheimer RK 2:1 (1:1)
- Club an der Alster – Uhlenhorster HC 1:2 (0:1)
- Uhlenhorster HC – Club an der Alster 7:6 n. 7m (2:2, 1:0)
- Berliner HC – Klipper THC 1:0 (0:0)
- Klipper THC – Berliner HC 5:4 n. 7m (1:1, 0:1)
- Klipper THC – Berliner HC 1:3 (0:2)
- Mannheimer HC – Rot-Weiß Köln 2:1 (1:1)
- Rot-Weiß Köln – Mannheimer HC 2:1 (1:1)
- Rot-Weiß Köln – Mannheimer HC 1:0 (1:0)

### Halbfinale
- Rot-Weiß Köln – Münchner SC 2:1 (0:0)
- Münchner SC – Rot-Weiß Köln 2:0 (1:0)
- Münchner SC – Rot-Weiß Köln 14:15 n. 7m (1:1, 1:1)
- Berliner HC – Uhlenhorster HC 1:0 (0:0)
- Uhlenhorster HC – Berliner HC 1:0 n. V. (0:0)
- Uhlenhorster HC – Berliner HC 7:6 n. 7m (2:2, 0:1)

### Hoffnungsrunde
Die vier Verlierer der Viertelfinalrunde hatten die Chance sich über die Hoffnungsrunde den zweiten Startplatz Deutschlands beim Europapokal 2011/2012 zu sichern. Dazu trug der Gewinner der Hoffnungsrunde im Rahmen der Endrunde der Deutschen Meisterschaft ein Entscheidungsspiel gegen den Gewinner der Partie der Halbfinalverlierer aus.
- Club an der Alster – Klipper THC 3:1 (3:1)
- Klipper THC – Club an der Alster 3:2 (1:2)
- Klipper THC – Club an der Alster 2:0 n. 7m (1:1)
- Rüsselsheimer RK – Mannheimer HC 4:3 (2:2)
- Mannheimer HC – Rüsselsheimer RK 3:0 (1:0)
- Mannheimer HC – Rüsselsheimer RK 2:4 n. 7m (1:1, 0:1)

## Endrunde
Die Endrunde der 66. Deutschen Meisterschaften der Damen fand am 4. und 5. Juni 2011 auf der Anlage des Uhlenhorster HC in Hamburg statt. Deutscher Meister wurde zum dritten Mal nach 1963 und 2009 der gastgebende Uhlenhorster HC.
Samstag, 4. Juni 2011
Spiel der Halbfinalverlierer: Münchner SC – Berliner HC 1:3 (0:2)

Endspiel der Hoffnungsrunde: Rüsselsheimer RK – Klipper THC 4:5 n. 7m (2:2,2:0)
Sonntag, 5. Juni 2011
Spiel um den 2.Europapokalplatz: Berliner HC – Klipper THC 0:1 (0:0)

Endspiel Deutsche Meisterschaft: Uhlenhorster HC – RW Köln 4:1 (2:0)
| Deutscher Feldhockeymeister der Damen 2011 Uhlenhorster HC |